# زونا
زونا یا هرپس زوستر (به انگلیسی: Shingles) یک بیماری ویروسی است که با بثورات پوستی دردناک در یک ناحیه همراه می‌شود. به طور معمول، ضایعات پوستی به‌صورت متمرکز در سمت چپ یا راست بدن و یا در صورت ظاهر می‌شوند. دو تا چهار روز قبل از بروز ضایعات، ممکن است گزگز، خارش یا درد موضعی در ان ناحیه وجود داشته باشد.سایر علائم رایج عبارتند از تب، سردرد و خستگی. ضایعات پوستی ناشی از زونا معمولاً در عرض دو تا چهار هفته بهبود می‌یابند، اما برخی افراد دچار درد عصبی مداوم می‌شوند که می‌تواند برای ماه‌ها یا حتی سال‌ها ادامه داشته باشد،  این وضعیت را نورالژی پس از هرپس (به انگلیسی: postherpetic neuralgia) مینامند. در کسانی که نقص ایمنی دارند، ضایعات پوستی ممکن است به طور گسترده رخ دهد. اگر بثورات چشم را درگیر کند، احتمال از دست دادن بینایی وجود دارد.
زونا توسط ویروس واریسلا زوستر (VZV) ایجاد می شود که این ویروس همان عامل آبله مرغان است. عفونت اولیه با این ویروس که منجر به آبله مرغان میشود معمولاً در دوران کودکی یا نوجوانی رخ می دهد. هنگامی که آبله مرغان برطرف شد، ویروس می‌تواند برای سال‌ها یا دهه‌ها در سلول‌های عصبی انسان (گانگلیون‌های ریشه پشتی یا اعصاب جمجمه) به‌صورت خفته (غیرفعال) باقی بماند  و پس از مدت‌ها مجدد فعال شده و در امتداد اعصاب حرکت کرده و به پایانه‌های عصبی در پوست برسد و موجب به‌وجود آمدن ضایعات پوستی در سطح بدن شود که با درد همراه است و زونا نامیده میشود.در طول ایجاد بیماری زونا در یک فرد، قرار گرفتن فردی که تا به حال به آبله مرغان مبتلا نشده در معرض ویروس واریسلا که در تاول‌های فرد مبتلا به زونا یافت می‌شود، می‌تواند باعث آبله مرغان در آن فرد شود. اینکه چگونه ویروس در سلول‌های عصبی غیرفعال می‌ماند و متعاقباً دوباره فعال می‌شود هنوز به خوبی درک نشده است.
این بیماری از زمان های قدیم شناخته شده است. عوامل خطر برای فعال شدن مجدد ویروس خفته در بدن میتواند شامل سن بالا، ضعیف شدن سیستم ایمنی و ابتلا به آبله مرغان قبل از ۱۸ ماهگی باشد. تشخیص زونا معمولا بر اساس علائم و نشانه های ارائه شده است. ویروس واریسلا زوستر با ویروس هرپس سیمپلکس یکسان نیست، اگرچه هر دو به زیرخانواده آلفای ویروس‌های هرپس تعلق دارند.
واکسن های زونا  بسته به نوع واکسن استفاده شده خطر ابتلا به زونا را ۵۰ تا ۹۰ درصد کاهش می دهد. واکسیناسیون همچنین میزان دردعصبی پس از ابتلا را کاهش دهد و در صورت بروز زونا، باعث کاسته شدن از شدت آن میشود. اگر زونا ایجاد شود، داروهای ضد ویروسی مانند آسیکلوویر  اگر در عرض ۷۲ ساعت پس از ظهور ظایعات پوستی شروع شوند می‌توانند موثرتر واقع شد و شدت و طول مدت بیماری را کاهش دهند.  پاراستامول، NSAID ها یا مواد افیونی ممکن است برای کمک به درد حاد استفاده شوند.
تخمین زده می شود که حدود یک سوم افراد در مقطعی از زندگی خود به زونا مبتلا می شوند. در حالی که زونا در میان افراد مسن شایع تر است، کودکان نیز ممکن است به این بیماری مبتلا شوند. حدود نیمی از کسانی که تا سن ۸۵ سالگی زندگی می کنند حداقل یک بار مبتلا میشوند و کمتر از ۵٪ افراد بیش از یک بار ابتلا خواهند داشت. اگرچه علائم می تواند شدید باشد، خطر مرگ در اثر زونا بسیار کم است.

## سبب‌شناسی
زونا در هر سنی می‌تواند رخ بدهد ولی در بیش از نیمی از موارد در ایالات متحده در افراد ۱۵ سال به بالا دیده می‌شود. بیماری معمولاً افراد مسن را گرفتار می‌کند که می‌تواند ناشی از اختلال در ایمنی‌سلولی سیستم ایمنی به واسطه پیری ایجاد می‌شود.

## مکانیسم ایجاد زونا
زونا ناشی از فعالیت مجدد و تکثیر ویروس‌های خفته در سلول‌های نخاعی است.

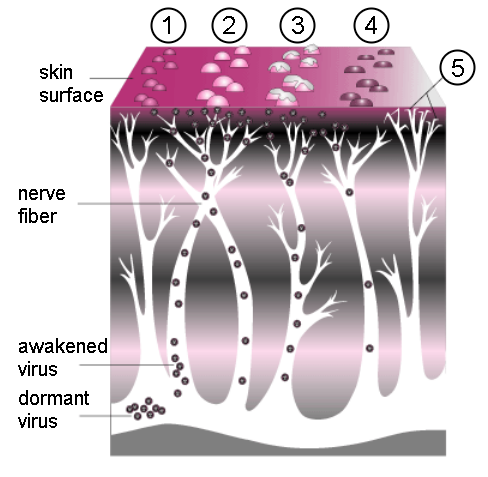
مراحل ایجاد ضایعات پوستی زونا. ۱-تجمعی از ضایعات قرمز رنگ ۲-ضایعات تاولی می‌شوند ۳-تاول‌ها پاره می‌شوند ۳-دلمه تشکیل می‌شود ۴-ضایعات محو می‌شود. درد عصبی بعد از زونا ممکن است ناشی از صدمه به اعصاب باشد.

## همه‌گیرشناسی
ابتلا به زونا می‌تواند در هر سنی رخ دهد، اما در افراد بالای ۵۰ سال بیشتر شیوع دارد.

## علایم و نشانه‌ها
علایم اولیه شامل سردرد تب و لرز خفیف و احساس بدحالی و کسلی است. به دنبال علایم اولیه فرد دچار احساس درد سوزشی و افزایش حساسیت پوستی در ناحیه‌ای که اعصاب محیطی آن توسط ویروس آلوده شده بوده و دوباره فعال و در حال تکثیر است می‌شود. شدت درد از خفیف تا بسیار شدید متغیر است. به دنبال آن تاول‌های قرمز و دردناکی ۴–۵ روز پس از علایم اولیه در سطح بدن به وجود می‌آیند. تاول‌ها معمولاً در روی یک نوار پهن پوست قرمز در امتداد مسیر رشته‌های عصبی حسی در یک درماتوم خاص پوست پدید می‌آیند. درماتوم به یک ناحیه از پوست گفته می‌شود که عصب‌دهی با منشأ جنینی مشترک داشته باشد. تاول‌ها را غالباً می‌توان در ناحیهٔ قفسه سینه دید که البته تنها در یک طرف بدن گسترش می‌یابند. از علایم شایع می‌توان تب و لرز خفیف و احساس کسالت و همچنین حالت تهوع را نام برد.
| روز اول | روز دوم | روز پنجم | روز ششم |
| ------- | ------- | -------- | ------- |
|         |         |          |         |

## درمان
جدیدترین و مؤثرترین داروی موجود در بازار والاسیکلوویر نام دارد و به شکل قرص در بسته‌های ۵۰۰ و ۱۰۰۰ میلی‌گرمی در داروخانه‌ها عرضه می‌شود. والاسیکلوویر در واقع یک پیش داروست که در بدن به آسیکلوویر تبدیل می‌شود. داروی آسیکلوویر و پمادهای ضد ویروس گیاهی مانند: میرتوپلکس، آفتوپلکس و ملیسان نیز در تسکین علایم بسیار کمک‌کننده هستند. در تمامی این داروها رعایت یک نکته ضروری است و آن هم اینکه با مشاهده اولین علایم سوزش یا خارش و گزگز شدن پوست بایستی درمان را آغاز کرد تا نتایج سریع تر و بهتری مشاهده شود. هدف از درمان، کاهش شدت و دوره بیماری، کاهش درد، تسریع در بهبود ضایعات پوستی و پیشگیری از عوارض درازمدت بیماری به ویژه درد عصبی به دنبال زونا می‌باشد. درمان در بیماران با ضعف سیستم ایمنی با هدف جلوگیری از گسترش پوستی و احشایی آن قابل توجه‌است.
معالجه زونا شامل داروی مسکن برای کنترل درد است. همچنین روی تاول‌ها گرد تالک می‌مالند. ممکن است پس از بهبودی اثرات تاول‌ها و زخم‌ها باقی بماند.

## درد عصبی پس از درمان
درد عصبی پس از درمان در واقع یک اصطلاح می‌باشد که یک سوم بیماران پس از بهبود اسکارها هنوز درد را حس می‌کنند. این درد معمولاً به صورت سوزش و حساسیت پوست ظاهر می‌شود که معمولاً در دراز مدت التیام پیدا می‌کند و در مواردی اندک باعث دردهای مزمن ماندگار خواهد شد.

### ضدویروس
شامل آسیکلویر است.

### ضد درد
دردهای خفیف تا متوسط با ضد دردهای معمول قابل کنترل هستند.

### استروئید
باوجود اینکه کارآزمایی بالینی قابل توجه و متقاعدکننده برای تجویز استروئید در زونا وجود ندارد ولی با این حال کورتیکواستروئیدها به صورت خوراکی معمولاً همراه با ضدویروس‌ها تجویز می‌شود. در یک کارآزمایی روی بیماران با سیستم ایمنی طبیعی تجویز هم‌زمان آسیکلوویر و پردنیزولون مدت‌زمان ترمیم و همچنین کیفیت زندگی را بهبود بخشیده‌است.

### درمان زونای چشمی

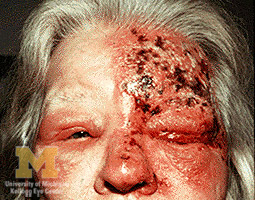
زونای عصب سه‌قلو همراه با کراتیت و یووئیت

## پیش‌آگهی
ابتلا به زونا در دوران بارداری خوش‌خیم بوده و معمولاً عوارضی برای مادر و جنین ندارد. اما عفونت اولیه با ویروس آبله‌مرغان در دوران بارداری و ابتلای مادر به آبله‌مرغان می‌تواند منجر به عفونت جنین شده و عوارضی برای مادر یا جنین به همراه داشته باشد.

## تاریخچه
اگرچه ضایعات تاولی مانند زونا ردپایی بس طولانی در متون مکتوب پزشکی دارند، با وجود این تمایز زونا از بیماری‌هایی همچون آبله و اریزه‌پلاس و ارگوتیسم در اواخر قرن هجدهم با فعالیت ویلیام هبردن امکان‌پذیر گشت.